# پیسمنووو
پیسمنووو (به بلغاری: Pismenovo) یک منطقهٔ مسکونی در بلغارستان است که در استان بورگاس واقع شده‌است.